# Kasztok a Mass Effectben
A Mass Effect című videójátékban a karakterek három alapvető irányban lehetnek jártasak: fegyverhasználat, biotika (az erőterek manipulálása) és technikai ismeretek. A hat kaszt ezeknek a tiszta változatai (katona, adeptus, mérnök) és a kombinálása, amikor két irányban is közepesen jártas (harci adeptus (katona/adeptus), beszivárgó (katona/mérnök), őrszem (adeptus/mérnök)).

## Katona
A katona (angolul soldier) a fegyverek mestere, az, akit minden küzdelemben célszerű az élre tolni. A katona az egyetlen kaszt, amely a játékban előforduló minden fegyvert képes hatékonyan kezelni, ráadásul életerőből is több jut neki, mint kevésbé edzett társainak. A kaszt saját alapképessége külön páncélimplantátumok nélkül is lehetővé teszi a regenerációt, és még tovább növeli a karakter életerejét. A katona kommandóssá és rohamosztagossá tud szakosodni a megfelelő küldetés elvégzését követően.

## Adeptus
Az adeptus (angolul adept - jelentése „beavatott”) a biotika, az űr sötét energiája manipulásásának tudományában képzett karakter, aki erőtereivel hatalmas pusztítást tud végigvinni – viszont ezek nélkül nem sokra képes, hisz a fegyverek közül csak a pisztolyhoz ért, és annak használatát is csak kis idő múlva képes elsajátítani. A biotika három alapképességet jelent, ezek a Dobás (a célpontot lökés éri), a Torzítás (a célpont páncélzata lecsökken, és folyamatosan sérül is), és az Akadály (védőpajzs). Ha e képességekben elérjük a megfelelő képzettséget, újabb három biotikus képesség nyílhat meg, mégpedig az Emelés (az ellenfél magatehetetlenül lebegni kezd), a Szingularitás (mindent magába szívó, sokat sebző mini fekete lyuk), és a Sztázis (a célpont lebénul). Az adeptusok saját alapképzettsége a biotikus képességek újratöltődési idejét csökkenti. Az adeptus bástyává és nemezissé tud szakosodni a megfelelő küldetés elvégzését követően.

## Mérnök
A mérnök (angolul engineer) a technikával kapcsolatos pusztító megoldások ismerője, ha mechanikus ellenfelekkel kerülünk szembe, képességei hatványozottan erősek. Nem harccal kapcsolatos képességeik közül megemlítendő a kódtörés, a gyógyítás, és a Mékó hatékonyabb javítása. Harcban képesek tönkretenni az ellenfelek fegyvereit és páncélzatát, lehetetlenné tenni a biotika alkalmazását, a robotokat pedig egymás ellen fordíthatják. Az organikus ellenfelek ellen kiemelten hatékony az idegsokk képesség, ami egyszerre bénít és mérgez. A mérnökök saját alapképessége a technikai jártasságok újratöltődési idejét csökkenti. A mérnök felcserré vagy ügynökké tud szakosodni a megfelelő küldetés elvégzését követően.

## Harci adeptus (katona/adeptus)
A harci adeptus (angolul vanguard) egy katonát, amint néhány halálos biotikus képességgel felszerelve halad előre a harcmezőn, és akit nem ér el fegyverrel, azt nekivágja a falnak, vagy egyszerűen kiemeli a fedezék mögül. Nem képes elsajátítani a legerősebb biotikus képességeket (szingularitás, sztázis), és nem tudja jól használni a gép- és mesterlövész-fegyvereket sem. E kaszt saját alapképessége a pisztolyok és puskák sebzését növeli, a biotikus védettség turbózása mellett. A harci adeptus rohamosztagossá vagy nemezissé tud szakosodni a megfelelő küldetés elvégzését követően.

## Beszivárgó (katona/mérnök)
A beszivárgó (angolul infiltrator) egy olyan katona, amely technikai tudásával puhítja meg az ellenfelet, mielőtt beveti fegyvereit és gránátjait. Tulajdonképpen mindenes, hisz egyszerre ért a mesterlövész-fegyverek kezeléséhez és a zártöréshez, a páncélok kihasználásához és a gyógyításhoz.  A beszivárgók saját alapképessége a pisztolyok és mesterlövészfegyverek sebzését növeli, valamint a technikai képességek hatékonyságát erősíti. E kaszt képviselője kommandóssá vagy ügynökké tud szakosodni a megfelelő küldetés elvégzését követően.

## Őrszem (adeptus/mérnök)
(Angolul sentinel.) Kizárólag a pisztolyokhoz értenek, ráadásul ahhoz se valami pompásan – az őrszemek mégis a harcmező legsokoldalúbb karakterei. Elvégre miután az ellenfelet felemelték, tönkretették a fegyverét, lebontották a páncélját, majd hozzávágták egy szekrényhez, egy pisztoly is bőven elég az ellenség kivégzéséhez… Az őrszemek  saját alapképessége a pisztolyok sebzését és pontosságát növeli, illetve minden biotikus és technikai képesség újratöltődési idejét csökkenti. Ez a karakter felcserré vagy bástyává tud szakosodni a megfelelő küldetés elvégzését követően.